# 和・メルボルン生け花フェスティバル
和・メルボルン生け花フェスティバルは、メルボルンの花道家グループ和が主催する国際的な生け花イベント。

## 歴史
環境問題が重要な課題となっている今日、人と自然の関係を再認識する機会として生け花を捉えたいという人々が現れてきた。このような環境芸術としての生け花の側面をよりPRしたいと、メルボルンの花道家グループ和は2015年から活動を開始した。和は2019年度より、年１回の合同花展を「メルボルン生け花フェスティバル」に拡大、ビクトリア州外からも出展者を公募するイベントへと発展。第1回目は約60名の現地（ビクトリア州内）の出展者に加え、6名の出展者を州外、海外（日本や諸外国）から迎えた。国際的な文化イベントの誕生として開催市、開催州政府からも祝辞があった。
コロナ禍の影響で第２回は２０２２年９月にアボッツフォード・コンベントで開催された。コロナ禍の影響もあり、州外、海外からの出展者は限られたが、草月流ビクトリア支部、小原流支部を始め多数の現地の出展者があった。いくつかの同時開催イベントが追加されたが、特にメルボルン・リサイタル・センターでのジャズピアニスト、ポール・グラボウスキーと華道家、新保逍滄との生け花パフォーマンス・コラボは注目され、オーストラリアの全国紙、The Ageにも関連記事が掲載された。
ビエンナーレとしては初回となる第３回のフェスティバルは、2024年9月5日から9日にかけてアボッツフォード・コンベントを主要会場として開催された。また、メルボルン・リサイタル・センター並びにベルーラ・ハウスでは付随する特別イベントが開催された。華展には、日本からいけばな松風家元塚越応駿と同流派の華道家２１名が参加し、「いけばな松風２２人展」が特別イベントとして開催され、注目を集めた。また、日本、ベトナム、インドネシアなど国外からの出展者のほか、池坊、草月流などに属する現地出展者があった。華展開会式ではビクトリア州議会議員、David Limbrick より祝辞をいただいた。さらに、オーストラリアを代表する陶芸家ヒロエ・スウェンの個展も同時開催され、約３０点の作品が展示された。

## 同時開催イベント
生け花の様々な魅力をメルボルンの人々にPRし、生け花愛好家、実践者を増やしていくことを大切な目標としている。そのため多様な社会層の人達に関心を持っていただけるよう、華展の他に様々な生け花関連イベントを同時開催していることがこのフェスティバルの重要な特徴となっている。
会場であるアボッツフォード・コンベントでは、花展に加え、ワークショップ、デモ、パフォーマンス、生け花コンフェレンス(国際いけ花学会共催）、などを同時開催している。また、出展者の中から特に優れた新人華道教師を顕彰するために和生け花賞も設けられている。２０１９年度には吉本梨沙（広島、草月流）が受賞した。さらに、2019年度にはメルボルン・リサイタル・センターで、華道家とグレゴリャン・ブラザーズとのコラボも開催された。
なお、2011年度には付属イベントとして花信（Hanadayori: Ikebana by Request）も開催された。花信は一般の方からどんな花が見たいかリクエストを募り、華道家に新作を作ってもらうオンライン花展である。片山健（草月流）、山根由美（真生流家元）、塚越応駿（いけばな松風副家元）、谷田貝一也（池坊）を含む２４名の華道家が出展した。作品集はYoutubeにて公開された。
2022年度の同時開催イベントは、ワークショップ、デモ、上述の生け花パフォーマンスのほか、生け花ディナーショーが日本レストランOchaで開催された。また、生け花コンフェレンス(国際いけ花学会共催、オンライン・イベント)では、小原流家元小原宏貴、マーガレット・トレイル博士（ビクトリア大学パフォーマンス・スタディーズ元講師）らを招き「生け花パフォーマンスとは何か」という議題について様々な提言があった。同年の和生け花賞はShoka Healey (メルボルン、草月流）が受賞した。さらに、新企画としてメルボルン花器賞が開催された。メルボルン花器賞にはオーストラリア各地から３６名の応募があり、Colin Hopkins が第１回のヒロエ・スウェン賞（賞金Aus$1000)を受賞した。
2024年度も多様なイベントが同時開催された。オープニング特別イベントとして、9月5日、塚越応駿による「生け花ディナーショー」がメルボルンの歴史的建造物ベルーラ·ハウスで開催された。また、メルボルン·リサイタル·センターでは、メタセンツ協賛による生け花パフォーマンス「はなだより·ナイト·メルボルン」がスラバ·グリゴリヤンの伴奏で開催された。フェスティバル最終日には、オーケストラ２１によるモーツァルトのライブ演奏とともに「華合わせ」が初めて行われた。「華合わせ」では塚越応駿チームの４名の華道家と新保逍滄チーム４名とが、それぞれ大作をリレー形式で作っていき、最後に観衆に審査してもらい勝敗を競った。
また、恒例の生け花デモンストレーションでは「レストランのための生け花」という課題に対し、６人の華道家が各6分で作品を制作、披露した。
国際いけ花学会第４３回例会として開催された国際会議では、シニア世代への生け花のマインドフルネス効果を調べた研究報告があった。報告者はメルボルン生け花フェスティバル開催委員たちであり、研究費用はメルボルン生け花フェスティバルが提供した。他に、日本語によるワークショプ（イマーション）、子供向け、男性向けワークショプなどが開催された。特に、男性向けワークショップはABC(オーストラリア公共放送局）に注目され、生け花と男性の実践者の歴史、現状について塚越応駿と新保逍滄はインタビューを受けた。
さらに、同時開催の公募展「メルボルン花器展」には４３名の応募があり、Lisa Wise が第２回目のヒロエ·スウェン賞（$1000) を受賞した。また、新設された「ブライダル·生け花·ブーケ賞」はShokiku Thodeが、新しい生け花教師が競う「和生け花賞」は前回に続き、Shoka Healey が受賞した。

## 外部サイト
- 和メルボルン生け花フェスティバル
- 国際いけ花学会
- Shoso Shimbo